# Danube Dragons 2012
Questa voce raccoglie le informazioni riguardanti i Danube Dragons nelle competizioni ufficiali della stagione 2012.

## Maschile

### Austrian Football League 2012

#### Stagione regolare
| 25 marzo 2012 1ª giornata | Prague Panthers | 33 – 37 (13-10 20-0 0-27 0-0) | Danube Dragons | (250 spett.) |

| 31 marzo 2012 2ª giornata | Danube Dragons | 3 – 39 (3-2 0-20 0-14 0-3) | Vienna Vikings | (2200 spett.) |

| 9 aprile 2012 3ª giornata | Tirol Raiders | 31 – 7 (7-0 3-0 14-0 7-7) | Danube Dragons | (3700 spett.) |

| 15 aprile 2012 4ª giornata | Danube Dragons | 35 – 61 (7-13 0-14 14-27 14-7) | Graz Giants |  |

| 21 aprile 2012 5ª giornata | AFC Rangers Mödling | 0 – 41 (0-20 0-14 0-0 0-7) | Danube Dragons | (1200 spett.) |

| 29 aprile 2012 6ª giornata | Danube Dragons | 34 – 41 (7-7 6-6 7-14 14-14) | Prague Panthers | (1000 spett.) |

| 12 maggio 2012 8ª giornata | Danube Dragons | 65 – 0 (21-0 24-0 13-0 7-0) | AFC Rangers Mödling | (1000 spett.) |

| 20 maggio 2012 9ª giornata | Vienna Vikings | 37 – 7 (7-0 14-0 16-0 0-7) | Danube Dragons | (4200 spett.) |

| 2 giugno 2012 10ª giornata | Danube Dragons | 27 – 35 (8-7 7-15 6-7 6-6) | Tirol Raiders | (2500 spett.) |

| 23 giugno 2012 11ª giornata | Graz Giants | 30 – 36 (0-7 7-7 8-9 15-13) | Danube Dragons | (800 spett.) |

#### Playoff
| 15 luglio 2012 Semifinale | Vienna Vikings | 48 – 32 (7-17 13-6 21-9 7-0) | Danube Dragons | (3700 spett.) |

### European Football League 2012

#### Stagione regolare
| Vienna 29 aprile 2012, ore 15:00 CEST 4ª giornata | Danube Dragons | 34 – 41 (7-7 6-6 7-14 14-14) referto | Prague Panthers | Stadion Stadlau |

### Statistiche di squadra
| Competizione      | %Vittorie | In casa | In casa | In casa | In casa | In casa | In casa | In trasferta | In trasferta | In trasferta | In trasferta | In trasferta | In trasferta | Totale | Totale | Totale | Totale | Totale | Totale |
| Competizione      | %Vittorie | G       | V       | N       | P       | Pf      | Ps      | G            | V            | N            | P            | Pf           | Ps           | G      | V      | N      | P      | Pf     | Ps     |
| ----------------- | --------- | ------- | ------- | ------- | ------- | ------- | ------- | ------------ | ------------ | ------------ | ------------ | ------------ | ------------ | ------ | ------ | ------ | ------ | ------ | ------ |
| Stagione regolare | .400      | 5       | 1       | 0       | 4       | 164     | 176     | 5            | 3            | 0            | 2            | 128          | 131          | 10     | 4      | 0      | 6      | 292    | 307    |
| Playoff           | .000      | 0       | 0       | 0       | 0       | 0       | 0       | 1            | 0            | 0            | 1            | 32           | 48           | 1      | 0      | 0      | 1      | 32     | 48     |
| Stagione regolare | .000      | 1       | 0       | 0       | 1       | 34      | 41      | 0            | 0            | 0            | 0            | 0            | 0            | 1      | 0      | 0      | 1      | 34     | 41     |
| Totale            | .333      | 6       | 1       | 0       | 5       | 198     | 217     | 6            | 3            | 0            | 3            | 160          | 179          | 12     | 4      | 0      | 8      | 358    | 396    |

## Femminile

### Austrian Football Division Ladies 2 2012

#### Stagione regolare
| 6 maggio 2016 1ª giornata | Vienna Vikings Ladies | 41 – 0 | Danube Dragons Ladies |  |

| 12 maggio 2016 2ª giornata | Danube Dragons Ladies | 0 – 35 | Vienna Vikings Ladies |  |

| 28 maggio 2016 3ª giornata | Budapest Wolves Ladies | 0 – 28 | Danube Dragons Ladies |  |

| 24 giugno 2016 6ª giornata | Danube Dragons Ladies | 22 – 0 | Budapest Wolves Ladies |  |

#### Playoff
| 30 giugno 2012 Finale | Vienna Vikings Ladies | 26 – 0 (0-0 6-0 13-0 7-0) | Danube Dragons Ladies |  |

### Statistiche di squadra
| Competizione      | %Vittorie | In casa | In casa | In casa | In casa | In casa | In casa | In trasferta | In trasferta | In trasferta | In trasferta | In trasferta | In trasferta | Totale | Totale | Totale | Totale | Totale | Totale |
| Competizione      | %Vittorie | G       | V       | N       | P       | Pf      | Ps      | G            | V            | N            | P            | Pf           | Ps           | G      | V      | N      | P      | Pf     | Ps     |
| ----------------- | --------- | ------- | ------- | ------- | ------- | ------- | ------- | ------------ | ------------ | ------------ | ------------ | ------------ | ------------ | ------ | ------ | ------ | ------ | ------ | ------ |
| Stagione regolare | .500      | 2       | 1       | 0       | 1       | 22      | 35      | 2            | 1            | 0            | 1            | 28           | 41           | 4      | 2      | 0      | 2      | 50     | 76     |
| Playoff           | .000      | 0       | 0       | 0       | 0       | 0       | 0       | 1            | 0            | 0            | 1            | 0            | 26           | 1      | 0      | 0      | 1      | 0      | 26     |
| Totale            | .400      | 2       | 1       | 0       | 1       | 22      | 35      | 3            | 1            | 0            | 2            | 28           | 67           | 5      | 2      | 0      | 3      | 50     | 102    |